# Riuttasaaret (ö i Birkaland)
Riuttasaaret är en ö i Finland. Den ligger i sjön Roine och i kommunen Pälkäne i den ekonomiska regionen Tammerfors och landskapet Birkaland, i den södra delen av landet, 140 km norr om huvudstaden Helsingfors. Öns area är 0,9 hektar och dess största längd är 190 meter i sydväst-nordöstlig riktning.  Notera att namnet antyder att det är fråga om flera öar.